# Tsai Wen-yee
Tsai Wen-yee (in cinese: 蔡溫義S; 29 settembre 1956) è un ex sollevatore taiwanese che ha gareggiato nelle categorie dei pesi gallo (fino a 56 kg.) e dei pesi piuma (fino a 60 kg.).

## Carriera
Tsai Wen-yee vinse la medaglia di bronzo alle Olimpiadi di Los Angeles 1984 nella categoria dei pesi piuma, sollevando 272,5 kg. nel totale e terminando dietro al cinese Chen Weiqiang (282,5 kg.) e al rumeno Gelu Radu (280 kg.). Fu questa la prima medaglia olimpica vinta da Taiwan nel sollevamento pesi. In quell'anno la competizione olimpica di sollevamento pesi era valida anche come campionato mondiale.
Quattro anni dopo prese parte alle Olimpiadi di Seul 1988 nella categoria dei pesi gallo, terminando fuori classifica per aver fallito i tre tentativi di ingresso nella prova di strappo.
Dopo il ritiro dall'attività agonistica Tsai Wen-yee diventò allenatore di sollevamento pesi, dedicandosi particolarmente alla crescita del movimento femminile di questa disciplina nel suo Paese e avendo tra le sue allieve la bi-campionessa olimpica Hsu Shu-ching.